# ボディ・アラク・ハーン
ボディ・アラク・ハーン（モンゴル語: Боди Алаг хаан, ラテン文字転写: Bodi Alagh Khan、1504年 - 1547年）は、モンゴル帝国の皇帝（ハーン）であり、チャハル・トゥメンの当主である。ダヤン・ハーンの孫で、トロ・ボラトの長男（ただし、ダヤン・ハーンの次男ウルス・ボラトの長男とする異説あり）。

## 生涯
1504年、ダヤン・ハーンの長男トロ・ボラトとチャージャン娘娘太后との間に生まれる（ウルス・ボラトの長男とする説あり）。
1508年、叔父（または父）であるウルス・ボラト晋王が右翼のイブラヒム太師らによって殺されると、ダヤン・ハーンは左翼を率いてその報復をし、右翼三トゥメンをことごとく降した。ダヤン・ハーンは有功の士に賞賜した際、ボディ・アラクに「わが帝位を守るがよい」と仰せになり、ボディ・アラクは帝位継承を約束された。
1523年、父（または伯父）のトロ・ボラトが亡くなる。
1524年、ハーンであるダヤン・ハーンが崩御したが、長男であるトロ・ボラト、次男であるウルス・ボラト晋王がすでに亡くなっていたため、三男であるバルス・ボラト・サイン・アラク晋王は、ボディ・アラクが世継ぎに指名されていたにもかかわらず、まだ「小さい」と言って自ら帝位についた。しかし、ボディ・アラクはすぐに左翼の三トゥメンを率いてバルス・ボラト・サイン・アラク晋王に譲位を迫り、激しい言葉で叱責した。これにバルス・ボラト・サイン・アラク晋王は自らの過ちを認め、ボディ・アラクに跪拝して帝位を譲った。ボディ・アラクはあらためて八白室（ナイマン・チャガン・ゲル：チンギス・カン廟）に跪拝して帝位につき、ボディ・アラク・ハーンとなった。その後、ボディ・アラク・ハーンはホルチン部のバートル・モロジャイと協議して、右翼三トゥメンを解体し併合しようと考え、右翼三トゥメンに向かって出陣しようとしていた。そこへ母であるチャージャン娘娘太后が「祖父（ダヤン・ハーン）が築いた大政を破るのですか」と諫めたため、ボディ・アラク・ハーンは右翼侵攻を取りやめた。
1547年、ボディ・アラク・ハーンは44歳で崩御した。翌年（1548年）、長男のダライスン太子が八白室の神前でハーンとなった。

## 子
- ダライスン・ゴデン・ハーン
- コクジュテイ太子
- オンゴン・ドゥラル

## 参考資料
- 岡田英弘訳注『蒙古源流』（刀水書房、2004年、ISBN 4887082436）